# كالي سفينسون
كالي سفينسون (بالسويدية: Kalle Svensson)‏ (11 نوفمبر 1925 في السويد - 15 يوليو 2000 بهلسينغبورغ في السويد) هو لاعب كرة قدم سويدي في مركز حراسة المرمى، شارك في الألعاب الأولمبية الصيفية 1952 والألعاب الأولمبية الصيفية 1948 وكأس العالم 1950 وكأس العالم 1958. وشارك مع منتخب السويد لكرة القدم. أما مع النوادي، فقد لعب مع نادي هلسينغبورغ.

## وصلات خارجية
- كالي سفينسون على موقع الاتحاد الدولي (مؤرشف)  (الإنجليزية)
- كالي سفينسون على موقع اتحاد السويد (السويدية)
- كالي سفينسون على موقع قاعدة بيانات كرة القدم.إي يو (الإنجليزية)
- كالي سفينسون على موقع ناشيونال فوتبول تيمز (الإنجليزية)
- كالي سفينسون على موقع عالم كرة القدم.نت (الإنجليزية)
- كالي سفينسون على موقع أوليمبيديا (الإنجليزية)
- كالي سفينسون على موقع اللجنة الأولمبية السويدية (السويدية)